# 856

## Догађаји
- Википедија:Непознат датум — Владавина династије Абасида у Багдаду.
- 15. март – Цар Михаило III збацио регентство своје мајке Теодоре. Он поставља свог стрица Варда за де факто регента и сувладара Византијског царства.
- Краљ Карло Ћелави уступа округ Мејн Ериспоу, владару (војводи) Бретање — ово у замену за савез против Викинга.
- Краљ Ордоно I од Астурије започео поновно насељавање града Леона на северозападу Шпаније.
- 1. октобар – Краљ Етелвулф од Весекса жени се 12- или 13-годишњом Јудитом, ћерком Карла Ћелавог, у Верберију (Северна Француска). Она је крунисана за краљицу и помазана од стране Хинцмара, надбискупа Ремса. Створен је дипломатски савез између Весекса и Краљевине Западне Франачке.
- Етхелвулф се враћа у Весекс да би се суочио са побуном свог најстаријег сина Етхелбалда, који је узурпирао трон. Етхелвулф пристаје да се одрекне западног дела свог краљевства, како би избегао грађански рат. Он задржава контролу над Сасексом, Суријем, Есексом и Кентом, којима је управљао принц Етхелберхт.
- У земљотресу у Коринту у Грчкој погинуло је око 45.000 људи.
- 3. децембар – Земљотрес је погодио Абасидски калифат (данашњи Тунис), убио око 45.000 људи.
- 22. децембар –  је Земљотрес погодио Дамган (данашњи Иран), убивши око 200.000 људи.